# زبان‌های اطلسی
زبان‌های اطلسی یا اطلسی غربی یک زیر گروه اصلی از زبان‌های نیجر-کنگو هستند که در غرب آفریقا گویش می‌شوند.
زبان اطلسی در امتداد ساحل اقیانوس اطلس از سنگال تا لیبریا، درمیان رمه‌گردانان فولانی‌زبان گسترش یافته و به سمت شرق در سراسر ساحل، از سنگال تا نیجریه، کامرون و سودان امتداد یافته و گویش می‌شود. زبان‌های ولوف سنگال و فولانی پرسخنگوترین زبان‌های اطلسی هستند که هر کدام چندین میلیون سخنران دارند. از دیگر اعضای قابل توجه می‌توان به سرر و زنجیره گویشی جولا سنگال اشاره کرد. تمنه، زبان اصلی سیرالئون، در دسته‌بندی‌های پیشین در زیر گروه اطلسی قرار داشت، اما در پیشنهادهای نوین، دیگر در گروه اقیانوس اطلس قرار داده نمی‌شود.

## دسته‌بندی
دیوید ساپیر (۱۹۷۱) زبان‌های اطلسی را به سه شاخه شمالی، جنوبی و تک‌زبان واگرای بیجاگو از جزایر بیساگوس در سواحل گینه بیسائو تقسیم کرد:
- شمالی
  - زبان‌های سنگال: فولا-سرر؛ ولوف
  - زبان‌های کانگینی
  - زبان‌های باک (از جمله بیجاگو)
  - زبان‌های سنگال شرقی-گینه پرتغالی
    - زبان‌های تندا
    - بیافادا-پاجاده
    - کوبیانا-کاسانگا-بانهوم
    - نالو-مبولونگیش-باگا امبوتنی
- بیجاگو
- جنوبی
  - سوا
  - زبان‌های مل (از جمله گولا)
  - لیمبا

## بازسازی
نوآوری‌های واژگانی نیااطلسی بازسازی‌شده توسط پوزدنیاکوف و سگرر (۲۰۱۷): 
| واژه       | نیااطلسی      |
| ---------- | ------------- |
| 'ستاره'    | * kʷʊʈ        |
| 'پرواز'    | * yiiʈ        |
| 'مردن'     | * keʈ         |
| 'پوسیدن'   | * pʊʈ         |
| 'سه'       | * taʈ         |
| "چشم"      | * giʈ         |
| 'کبد'      | * heɲ         |
| 'پَر'       | *lung         |
| "مو"       | * wal         |
| 'بائوباب'  | * bak ~ * ɓak |
| 'دیدن'     | * jok (؟)     |
| "تنه درخت" | * dik         |
| 'زاییدن'   | *was / *bas   |